# 岩手県道146号鵜住居停車場線
岩手県道146号鵜住居停車場線（いわてけんどう146ごう うのすまいていしゃじょうせん）は、釜石市を通る岩手県の一般県道である。

## 概要
鵜住居駅が2011年（平成23年）3月11日に被災したことにより、当道も大きな被害を受けた。復旧工事に伴い、周辺の整備が行われており、鉄道の営業が休止していたため駅へ接続する道路としては利用されていなかった。
2019年（平成31年）3月23日に三陸鉄道の駅として再開されたため、当道も駅へ接続する道路としての役割を再開した。

### 路線データ
- 起点：鵜住居停車場（鵜住居駅）
- 終点：釜石市鵜住居町字寺前（国道45号交点）

## 地理

### 通過する自治体
- 釜石市

### 交差する道路
- 国道45号

### 沿線の施設など
- 三陸鉄道リアス線鵜住居駅
- 釜石祈りのパーク（釜石市鵜住居地区防災センター跡地）